# Ants from Up There
Ants from Up There (с англ. — «Муравьи оттуда») — второй студийный альбом британской рок-группы Black Country, New Road, изданный 4 февраля 2022 года лейблом Ninja Tune.
Это последний альбом с участием вокалиста и гитариста Айзика Вуда, который объявил о своём уходе из группы 31 января 2022 года, за четыре дня до выхода альбома.
Альбом получил единодушное одобрение обозревателей и критиков музыкальной прессы. Он стал самым в чартах альбомом группы альбомом Black Country, New Road, дебютировав на 3 месте в хит-параде альбомов Великобритании UK Albums Chart, а также попав в десятку лучших в Австралии, Германии и Нидерландах.

## История
Ants from Up There это второй релиз британской рок-группы группы Black Country, New Road после их первого альбома For the First Time в 2021 году. Выступая перед NME на церемонии вручения премии Mercury Prize 2021 года, на которую был номинирован их дебютный альбом, группа подтвердила, что уже завершила работу над продолжением, назвав альбом «грустным, эпическим и, возможно, более привлекательным для всех» и что песни «более приятны на вкус» по сравнению с For the First Time. Басист Тайлер Хайд заявил, что «мы поняли, что мы пытаемся сказать, так что это имеет немного больше смысла. Некоторые песни короче. Мы пытались писать песни продолжительностью три с половиной минуты».
Ants from Up There был анонсирован 12 октября 2021 года вместе с релизом первого альбомного сингла «Chaos Space Marine», который фронтмэн группы Айзик Вуд описал как «лучшая песня когда-либо [ими] написанная». Песня получила свое название от одноименных миниатюрных фигурок во франшизе Warhammer 40,000.
2 ноября 2021 года группа выпустила второй сингл «Bread Song». Стиль песни и инструментарий были вдохновлены Music for 18 Musicians американского композитора Стивена Райха, в которой группа должна была играть без определённого времени и реплик.
Третья песня «Concorde» была выпущена 30 ноября 2021 года как третий сингл альбома. В интервью Consequence группа сказала, что они использовали мандолину, чтобы придать песне «непредсказуемость» и «резкий и колючий элемент».

## Отзывы
| Совокупная оценка    | Совокупная оценка |
| Источник             | Оценка            |
| -------------------- | ----------------- |
| AnyDecentMusic?      | 8.6/10            |
| Metacritic           | 92/100            |
| Оценки критиков      |                   |
| Источник             | Оценка            |
| AllMusic             | [ 11 ]            |
| Clash                | 9/10              |
| The Independent      | [ 13 ]            |
| The Line of Best Fit | 10/10             |
| NME                  | [ 14 ]            |
| The Observer         | [ 15 ]            |
| Pitchfork            | 8.4/10            |
| PopMatters           | 9/10              |
| The Skinny           | [ 18 ]            |
| Uncut                | [ 19 ]            |
| Clash                | 9/10              |
| musicOMH             | [ 20 ]            |

Альбом получил положительные отзывы музыкальной критики и интернет-изданий. Он получил 92 из 100 баллов на интернет-агрегаторе Metacritic на основе 20 рецензий, что означает «всеобщее одобрение». Альбом был назван «шедевром» и получил множество отличных оценок от критиков после выхода. По данным Metacritic, он стал третьим по количеству критических оценок альбомом 2022 года.
Уилл Ричардс из журнала NME дал альбому максимальные пять звезд из пяти, заявив, что группе удалось «повернуть в сторону более знакомых, доступных звуков и принять традиционные структуры песен — не жертвуя ни унцией своего музыкального мастерства или изобретательности», объявив его «действительно замечательным» и «будущей культовой классикой» после ухода Вуда. The Independent в своей рецензии, получившей пять звезд из пяти, заявил, что «изящество и амбиции Ants… будет трудно превзойти в 2022 году», назвав «гранж-роковые крещендо, сопровождающие образы горящих звездолетов в „Good Will Hunting“, и гаргантюанские арии в 12-минутной „Basketball Shoes“» в качестве основных треков. Ян Коэн из Pitchfork оценил «жизнеутверждающую», похожую на эмо сентиментальность альбома в рецензии, удостоенной звания «Лучшая новая музыка»; Он заявил, что, «демонстрируя каждый проблеск надежды как небесный маяк и каждое разочарование как погружение в пустоту», группа уловила суть «смежных шедевров, таких как [Neutral Milk Hotel’s] In the Aeroplane Over the Sea, [Titus Andronicus’s] The Monitor и [Car Seat Headrest’s] Teens of Denial», на пути к «прекрасно обреченным фантазиям» Ants". Тимоти Монгер из AllMusic дал альбому четыре звезды из пяти, описав его как «впечатляющий, изобилующий движением вперед, но упреждаемый собственной самомифологией» в отношении Вуда.
Особой похвалы удостоилось сочинение песен Вуда, которое многие назвали изюминкой альбома за его эмоциональную насыщенность и глубину. Джейми Килкенни из Clash отметил, что «угол зрения на лирические богатства [Ants] становится все более сентиментальным и необычным» при многократном прослушивании, и что «только Вуд мог извлечь столько глубины из мольбы „покажи мне место, куда он вставил лезвие“; или красоты, заключенной в кажущихся обыденными „частицах хлеба“ в чудесной „Bread Song“ . Кайл Кохнер из The Line of Best Fit поставил альбому отличную оценку, похвалив Вуда как „ясновидящего“ автора „остроумных, абстрактных рассказов“ в альбоме Ants и отметив его позицию как „язвительного рупора группы… остро говорящего с поколением молодых людей“». Том Морган из PopMatters приветствовал «смелые и прогрессивные» композиции группы, но особенно выделил тексты Вуда как «уникальные и часто глубокие», приветствуя его «ловкие, резонансные слова» за их «современную актуальность» в отличие от его инди-ровесников.

### Итоговые списки
| Публикация       | Список                     | Ранг | Ссылка |
| ---------------- | -------------------------- | ---- | ------ |
| Beats Per Minute | The 50 Best Albums of 2022 | 3    | [ 30 ] |
| Paste            | The 50 Best Albums of 2022 | 5    | [ 31 ] |
| Sputnikmusic     | The 50 Best Albums of 2022 | 5    | [ 32 ] |
| Rough Trade      | Albums of the Year 2022    | 6    | [ 33 ] |
| The Needle Drop  | The 50 Best Albums of 2022 | 7    | [ 34 ] |
| PopMatters       | The 80 Best Albums of 2022 | 10   | [ 35 ] |
| Slant Magazine   | The 50 Best Albums of 2022 | 10   | [ 36 ] |
| NME              | The 50 Best Albums of 2022 | 11   | [ 37 ] |
| Exclaim!         | The 50 Best Albums of 2022 | 24   | [ 38 ] |
| Consequence      | The 50 Best Albums of 2022 | 42   | [ 39 ] |
| Pitchfork        | The 50 Best Albums of 2022 | 49   | [ 40 ] |

## Список композиций
| №                   | Название                                | Длительность |
| ------------------- | --------------------------------------- | ------------ |
| 1.                  | «Intro»                                 | 0:54         |
| 2.                  | «Chaos Space Marine»                    | 3:36         |
| 3.                  | «Concorde»                              | 6:03         |
| 4.                  | «Bread Song»                            | 6:20         |
| 5.                  | «Good Will Hunting»                     | 4:58         |
| 6.                  | «Haldern»                               | 5:05         |
| 7.                  | «Mark's Theme»                          | 2:47         |
| 8.                  | «The Place Where He Inserted the Blade» | 7:13         |
| 9.                  | «Snow Globes»                           | 9:13         |
| 10.                 | «Basketball Shoes»                      | 12:37        |
| Общая длительность: | Общая длительность:                     | 58:46        |

## Участники записи
По данным
- Чарли Уэйн — ударные, бэк-вокал
- Джорджия Эллери — скрипка, мандолина, виолончель, бэк-вокал
- Исаак Вуд — вокал, гитара
- Льюис Эванс — саксофон, флейта, бэк-вокал
- Люк Марк — гитара, бэк-вокал
- Мэй Кершоу — клавишные, маримба, глокеншпиль, бэк-вокал
- Тайлер Хайд — бас, бэк-вокал

## Чарты
| Чарт (2022)                                  | Высшая позиция |
| -------------------------------------------- | -------------- |
| Австралия (ARIA)                             | 6              |
| Австрия (Ö3 Austria)                         | 29             |
| Бельгия/Фландрия (Ultratop)                  | 11             |
| Бельгия/Валлония (Ultratop)                  | 51             |
| Нидерланды (Album Top 100)                   | 9              |
| Франция (SNEP)                               | 144            |
| Германия (Offizielle Top 100)                | 10             |
| Ирландия (Irish Albums Chart)                | 18             |
| Италия (FIMI)                                | 74             |
| Новая Зеландия (RMNZ)                        | 17             |
| Шотландия (Scottish Albums Chart)            | 3              |
| Швейцария (Schweizer Hitparade)              | 25             |
| Великобритания (UK Albums Chart)             | 3              |
| Великобритания (UK Independent Albums Chart) | 2              |
| США Heatseekers Albums (Billboard)           | 1              |
| США Independent Albums (Billboard)           | 35             |
| США Top Album Sales (Billboard)              | 12             |
| США Top Alternative Albums (Billboard)       | 24             |
| США Top Rock Albums (Billboard)              | 38             |